# Слепые подсолнухи
«Слепые подсолнухи» (исп. Los girasoles ciegos) — фильм режиссёра Хосе Луиса Куэрды 2008 года по одноимённому произведению Альберто Мендеса.

## Сюжет
Действие фильма происходит в Оренсе в 1940 году. Муж Елены считается убитым, но на самом деле он скрывается в потайной комнате в доме, поскольку его разыскивает полиция. Кроме того, дочь Елены пытается сбежать с мужем в Португалию, поскольку его тоже преследуют по политическим мотивам. В семье ещё есть маленький сын, которого отправляют учиться в католическую школу, где Елена знакомится с его учителем дьяконом Сальвадором. Священнослужитель влюбляется в женщину, считающуюся вдовой.

## В ролях
- Марибель Верду — Елена исп. Elena
- Хавьер Камара — Рикардо исп. Ricardo
- Рауль Аревало — Сальвадор исп. Salvador
- Рожер Принсеп — Лоренцо исп. Lorenzo
- Мартин Ривас — Лало исп. Lalo
- Ирен Эсколар — Эленита исп. Elenita

## Награды
- Фильм был номинирован на премию «Гойя» в 15 категориях, но победил только в категории «Лучший адаптированный сценарий».